# As-Sharq
As-Sharq es una feria  celebrada en Salares, en la provincia de Málaga, España.
Se trata de una feria temática dedicada a la cultura andalusí, en la que se pretende transmitir la riqueza cultural del legado hispanoárabe. La fiesta tiene lugar durante un fin de semana del mes de septiembre. Se inaugura con la apertura de un zoco de artesanía y agricultura ecológica y se cierra con una entrega de premios.
Además se organizan talleres interculturales, concursos como el tiro con hondas, tirachinas y carrera de cintas, y otras actividades que incluyen demostraciones de cetrerías, cuentacuentos, reproducciones de cortometrajes y lecturas literarias. Durante la noche, la música andalusí invade las calles del pueblo.